# Пентатитантетракозарений
Пентатита̀нтетракозаре́ний — бинарное неорганическое соединение, интерметаллид рения и титана с формулой Re24Ti5, кристаллы.

## Получение
- Сплавление стехиометрических количеств чистых веществ:

{\displaystyle {\mathsf {24\ Re+5\ Ti\ {\xrightarrow {2750^{o}C}}\ Re_{24}Ti_{5}}}}

## Физические свойства
Пентатитантетракозарений образует кристаллы кубической сингонии, пространственная группа I 43m, параметры ячейки a = 0,959 нм, Z = 2,
структура типа альфа-марганца α-Mn.
Соединение образуется по перитектической реакции при температуре 2750 °C.